# Anafora (linguistica)
L'anafora è una delle più importanti funzioni di coesione linguistica dei testi. Serve a mettere in opera dei legami tra porzioni di un testo più o meno vaste e più o meno distanti tra loro.
Tale legame è indicato come rapporto anaforico e coinvolge soprattutto sintagmi nominali e pronomi.

## Caratteri generali
Si parta dal seguente esempio:
Ho incontrato un vagabondo vicino alla spazzatura e l'ho portato a casa.
Il pronome l' (lo) rappresenta la ripresa anaforica dell'entità "vagabondo", che viene denominata "antecedente". Come si vede, l'anafora è uno strumento per "economizzare" le dimensioni di un testo (a prescindere che si tratti di parlato o scritto), senza rinunciare alla sua coesione. Nell'esempio, ci si riferisce inizialmente ad una determinata entità con un sintagma nominale particolarmente limpido, il che permette poi di tornare a riferirsi ad esso attraverso una forma concisa.
A un antecedente possono corrispondere più riprese ed è anzi questo il caso più frequente di modalità di utilizzo dell'anafora, dato che la coesione riguarda tipicamente i testi e non le semplici frasi:
Ricordi il poveretto che Ø1 ho incontrato? Quel giorno lo feci lavare, lo rifocillai e lui si mostrò grato. Ø2 È muto e Ø3 sembra aver perso la memoria. Mario (così l'ho chiamato) sembra proprio Ø4 avere un buon carattere.
Come si vede, la ripresa anaforica avviene attraverso elementi diversi, che pure si riferiscono sempre alla stessa entità: si torna a menzionare il vagabondo del primo esempio attraverso pronomi personali atoni (lo) o tonici (lui), attraverso sinonimi testuali (il poveretto), attraverso ellissi del soggetto (Ø è muto e...).
Nei casi in cui le riprese anaforiche siano più di una, si parla di catena anaforica (le riprese sono dette "anelli" e l'elemento cui fanno riferimento i vari sostituenti è detto "capo-catena").

## Scala di trasparenza
Come accennato, la ripresa anaforica può avere diversi gradi di trasparenza: può cioè essere più o meno esplicita. Segue un elenco delle diverse forme di ripresa anaforica, che va dal grado massimo di trasparenza al minimo. Un sintagma nominale definito può essere ripreso attraverso
- ripetizione dell'antecedente:

Non ho fiducia nei giovani. I giovani sono viziati.
- sinonimo:

Conosci il professor Rossi? Il docente migliore del nostro ateneo.
- iperonimo:

Qui avevo un pioppo, ma l'albero ormai è morto.
- nome generale:

Hanno preso l'operaio. L'uomo pare abbia ucciso la moglie.
Passami il mandrino. Sì, l'aggeggio sul tavolo.
- perifrasi:

Giovanni Paolo II andò in visita in Albania nel 1993. Fu in quell'occasione che il vescovo di Roma baciò la terra di Scanderbeg.
- sinonimo testuale (axionimo):

Hanno investito una giovane donna. La poveretta non aveva che vent'anni.
- pronome tonico:

Arrivò l'avvocato Rossi. Egli, insieme ad altri presenti, aveva preso parte alla Grande Guerra.
- pronome atono:

Ho ascoltato il disco Joy of a Toy e non ho potuto fare a meno di apprezzarlo.
- ellissi del soggetto:

L'assassino è scappato di là! Presto, prima che Ø si renda irrintracciabile!
- anafora zero:

Giovanni entrò in aula Ø fischiettando.
Fu così che il vagabondo si stabilì a casa mia. Ø Finire abbandonato sarebbe stato assai peggio.

### Determinatezza di antecedente e ripresa
A costituire le riprese di tipo lessicale (tipicamente le più trasparenti) sono sempre sintagmi definiti. Al contrario, l'antecedente viene spesso introdotto da un articolo indeterminativo, tranne in alcuni casi, come il rimando ad individui unici (lo zar, il papa) o l'uso di nomi propri. L'uso di articoli definiti o indefiniti segnala l'atteggiamento dei parlanti: chi parla o chi scrive giudica che il ricevente conosca o meno l'entità di cui egli parla o scrive, oppure giudica che questi la conosca solo perché il parlante o scrivente l'ha espressamente introdotta.
L'uso dell'articolo indeterminativo segnala una novità presunta: dicendo Ieri ho visto un uomo..., presumo che chi ascolta o legge non sappia di chi sto parlando. Introducendolo, posso via via determinarlo. La ripresa anaforica utilizzerà dunque l'articolo determinativo: l'entità è stata ormai definita. Ruolo analogo all'articolo determinativo ha in questo senso l'aggettivo dimostrativo:
Questo vagabondo di cui ti parlavo...
Quanto maggiore è la recuperabilità dell'antecedente, tanto meno esplicita e trasparente può essere la ripresa. Al contrario, se l'antecedente è sensibilmente distante o in concorrenza con altri antecedenti possibili, la ripresa dovrà sforzarsi di essere particolarmente esplicita. Trasgredire questa norma di trasparenza può da un lato compromettere la comprensibilità delle sequenze, dall'altro può offrire allo scrittore la possibilità di costruire sapidi fraintendimenti intenzionali. Anafore "malfunzionanti" possono quindi essere alla base di testi umoristici.

## Riprese anaforiche senza coreferenza
Nei casi indicati finora le riprese anaforiche si riferiscono sempre alla stessa entità: si parla allora di coreferenza. Vi sono altre forme di anafora che non presentano coreferenza.
Casi limite sono rappresentati dal cosiddetto "incapsulatore anaforico" e dalla "anafora associativa".
- L'incapsulatore anaforico è un'anafora in cui l'antecedente frasale è richiamato da una "capsula", un nome astratto, spesso accompagnato da aggettivi valutativi[10]:

Un giovane originario del Ghana ha cercato di togliersi la vita stamattina. All'origine dell'insano gesto la presunta discriminazione razziale sul luogo di lavoro.
La capsula contiene un'intera porzione di testo e la richiama.
Antecedenti frasali, in termini analoghi a quelli della capsula, possono essere richiamati anche dal pronome ne:
Mi ha lasciato, ma non ne voglio parlare.
- L'anafora associativa consiste in una ripresa anaforica attraverso l'uso di referenti nuovi, suggeriti dalle circostanze già evocate[12]:

Ieri ho visto un film: gli attori erano veri professionisti e la fotografia superba.